# 環境部氣候變遷署
環境部氣候變遷署（簡稱氣候變遷署）是中華民國政府因應世界溫室氣體變化產生氣候變遷而成立的中央行政機關，隸屬環境部。初創於2008年，前身為2021年7月1日改組的「行政院環境保護署氣候變遷辦公室」，2023年8月22日改制升格。

## 歷史
- 2008年，行政院環境保護署成立「溫室氣體減量管理辦公室」（簡稱：溫減管室），行政院環境保護署環境衛生及毒物管理處統籌。[2]
- 2015年，立法院通過《溫室氣體減量及管理法》，一直以任務編組的方式推動溫室氣體管理，總統蔡英文在2021年的5月20日宣誓2050淨零排放為國家的目標，並陸續完成淨零排放路徑、12項關鍵戰略，並完成氣候變遷因應法修正，但各界更關注後續碳盤查、登錄、碳費及碳交易等。
- 2016年6月7日，奉核訂定〈行政院能源及減碳辦公室設置要點〉而成立「行政院能源及減碳辦公室」。
- 2021年7月1日，溫室氣體減量管理辦公室改組更名為「氣候變遷辦公室」。[3]
- 2023年1月，立法院三讀通過將溫室氣體減量及管理法改為《氣候變遷因應法》。4月22日，氣候變遷辦公室改組為「環境部氣候變遷署籌備處」。[4]
- 2023年5月9日，立法院三讀通過《環境部氣候變遷署組織法草案》，屆時額員編制將再增至98名。[5]5月24日，制定公布《環境部氣候變遷署組織法》[6]，8月22日改制為「環境部氣候變遷署」並遷到台北市愛國西路舊財政部大樓，與財政部國有財產署合署辦公。

## 組織架構
- 署長一人，職務列簡任第十三職等
  - 副署長二人，職務列簡任第十二職等
    - 主任秘書，職務列簡任第十一職等

### 署內單位
- 人事室
- 秘書室
- 主計室
- 政風室
- 調適韌性組
- 排放管理組
- 淨零推動組
- 減量交易組
- 碳費推動組

## 資料來源
1. ↑  環境部氣候變遷署籌備處主任簡介 （页面存档备份，存于），環保署
2. ↑  因應淨零轉型挑戰 環保署成立「氣候變遷辦公室」 （页面存档备份，存于），中小企業環保資訊網，2021-07-02
3. ↑  環保署推動區域環境管理成立「三區環境管理中心」 （页面存档备份，存于），環保署，111-01-03
4. ↑  氣候變遷署籌備處今成立！ 不只減量還注重「調適」[]，中國時報，2023/04/22
5. ↑  王揚宇. . 中央社. 2023-05-09  [2023-05-09]. （原始内容存档于2023-05-18）.
6. ↑  .   [2023-06-04]. （原始内容存档于2023-06-05）.

## 外部連結
- 環境部氣候變遷署 （页面存档备份，存于）